# Pleistodontes nitens
Pleistodontes nitens (лат.) — вид наездников рода Pleistodontes из семейства Agaonidae. Обитают в Австралии. Имеют облигатный мутуализм с видами растений рода фикус, которые они опыляют.

## Описание
Длина тела самки около 3 мм (самцы неизвестны), основная окраска самок желтовато-коричневая. От близких видов отличается следующими признаками: мандибулярный придаток несёт около 80 рядов мелких зубов; мандибула с 5 зубцами; седьмой усиковый сегмент короче 6-го или 5-го; постмаргинальная крыловая жилка более чем в 2 раза длиннее маргинальной. Метасомальные перитремы очень крупные. Растение-хозяин Ficus crassipes. Голова самки удлинённая, длиннее ширины, с тремя оцеллиями на вершине. Антеннальный скапус удлинённый. Педицель короткий, без дорсальных шипов.